# Dendrobium cabadbarense
Dendrobium cabadbarense är en orkidéart som beskrevs av Oakes Ames. Dendrobium cabadbarense ingår i släktet Dendrobium, och familjen orkidéer. Inga underarter finns listade i Catalogue of Life.